# Evgenija Čikunova
Evgenija Igorevna Čikunova (in russo Евгения Игоревна Чикунова?; San Pietroburgo, 17 novembre 2004) è una nuotatrice russa, specializzata nella rana.

## Biografia
Nei 200 metri rana ha conquistato un argento mondiale in vasca lunga e due argenti mondiali ed un oro europeo in vasca corta. Il 21 aprile 2023, durante i campionati russi di Kazan', sigla il nuovo record del mondo in vasca lunga della medesima specialità con il crono di 2'17"55.

## Palmarès
- Mondiali

Singapore 2025: argento nei 200m rana.
- Mondiali in vasca corta

Abu Dhabi 2021: argento nei 200m rana.
Budapest 2024: argento nei 200m rana.
- Europei

Budapest 2020: argento nella 4x100m misti.
- Europei in vasca corta

Kazan 2021: oro nei 200m rana, argento nei 100m rana.
- Mondiali giovanili

Budapest 2019: oro nei 100m rana e nei 200m rana, argento nella 4x100m misti.
- Europei giovanili

Kazan' 2019: oro nei 200m rana e nella 4x100m misti, bronzo nei 100m rana.
- EYOF

Baku 2019: oro nei 100m rana, nei 200m rana, nella 4x100m misti e nella 4x100m misti mista.